# Espace Arlaud
L'Espace Arlaud, qui doit son nom au Musée Arlaud qui s'y trouvait entre 1841 et 1904, est un lieu destiné à accueillir des expositions temporaires, situé à Lausanne, en Suisse.

## Historique

### Création de l'École cantonale de dessin
Le canton de Vaud crée en 1822 à Lausanne, pour remplacer l'Académie de dessin, l’École cantonale de dessin, qui s'installe à la Cité-Devant. Marc-Louis Arlaud, peintre et portraitiste vaudois né en 1772, en devient le directeur. Les locaux se révèlent trop exigus et humides et, en 1834, Marc-Louis Arlaud offre 34 000 francs au canton pour que soit construit à Lausanne un édifice réunissant l’École de dessin et un musée des beaux-arts, à la condition que le musée soit appelé Musée Arlaud.

### Construction
La construction du bâtiment au sud de la place de la Riponne, confiée à l’architecte Louis Wenger, se termine le 15 juin 1840 et coûte finalement 126 939 francs. La ville de Lausanne finance à hauteur de 60 000 francs la construction du niveau inférieur du bâtiment, accueillant une école primaire, situé sous le niveau de la place de la Riponne et donnant sur la place appelée actuellement place Marc-Louis Arlaud. Ce niveau n'a aucune liaison intérieure avec les deux étages supérieurs, financés par le canton, avec l’aide du don de Marc-Louis Arlaud. Le rez-de-chaussée de la place de la Riponne accueille l'École de dessin et le premier étage le musée, avec une salle contenant les moulages, une autre les peintures. Le musée, le premier de la ville, ouvre en 1841.

### Débuts

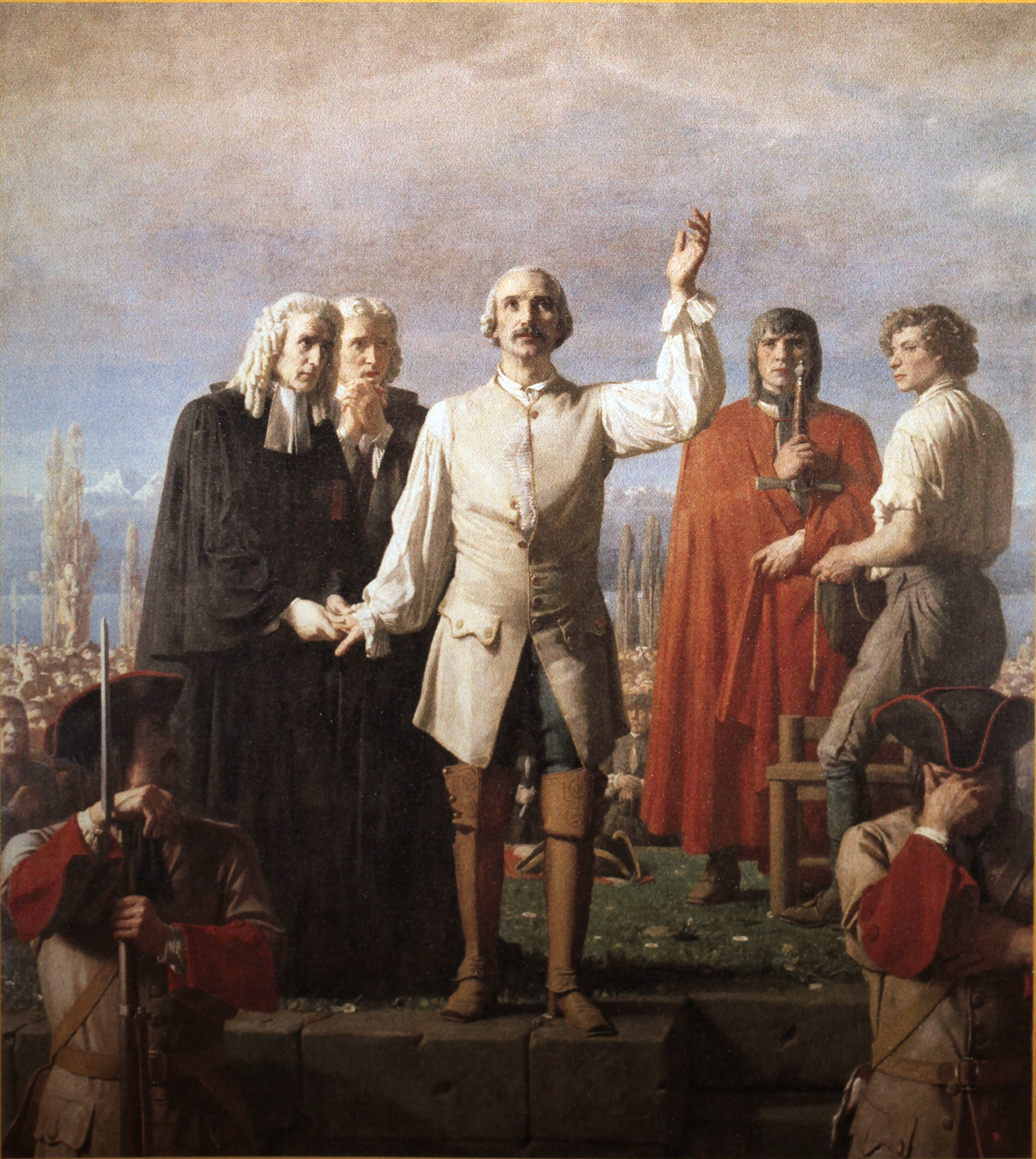
L’Exécution du Major Davel, de Charles Gleyre, est un des premiers tableaux exposés au musée Arlaud.

Durant ses premières années, le musée expose la collection de Abraham-Louis-Rodolphe Ducros ainsi que des œuvres des écoles françaises et du Nord offertes par Marc-Louis Arlaud. Lors de la première grande exposition temporaire organisée au Musée Arlaud, L’Exécution du Major Davel, tableau monumental de Charles Gleyre, est exposé.
Jean-Samson Guignard, Charles Lardy, Auguste Piot, Godefroy de Blonay et Léon de La Cressonnière se succèdent à la direction du Musée entre 1845 et 1894.

### Rénovation
En 1904, le musée Arlaud ferme ses portes ; les œuvres sont transférées dans le nouveau Musée cantonal des Beaux-Arts, au Palais de Rumine, ce qui permet à l'École des Beaux Arts de s'étendre au premier étage du bâtiment ; elle y restera jusqu’en 1964 avant de déménager à l’avenue de l’Élysée puis à Renens en 2007. Par la suite, le bâtiment est essentiellement utilisé comme école primaire. Depuis 1967, un escalier relie les étages supérieurs au niveau inférieur.
En 1994, la ville cède au canton le niveau inférieur en échange de la maison Gaudard. L’État de Vaud décide alors de convertir le bâtiment en lieu destiné à accueillir des expositions temporaires. D’importants travaux de rénovation réalisés entre 1995 et 1997 donnent à l'édifice, qui prend le nom d’Espace Arlaud, son aspect actuel.

## Expositions
L'Espace Arlaud possède huit salles d'exposition. De nombreuses expositions temporaires d'art, de photographie, d'histoire, de géologie, de zoologie et de numismatique s'y sont tenues depuis son ouverture en 1997, organisées surtout par les musées cantonaux (dont le musée cantonal d’archéologie et d’histoire, le musée cantonal de géologie, la Société Vaudoise des Beaux-Arts, ou le musée romain d'Avenches) et par la Bibliothèque cantonale et universitaire, mais également par des organismes extérieurs à vocation culturelle. Parmi les artistes exposés, on retrouve Pierre Bataillard, Catherine Bolle, Yves Dana, Gaspard Delachaux, Raoul Domenjoz, Heinz Edelmann, Marco De Francesco, Bernard Garo, Pierrette Gonseth-Favre, Étienne Krähenbühl, Juan Martinez, Edmond Quinche, André Raboud, Pietro Sarto, Carles Valverde ou Zaric,.
L'Espace Arlaud accueille de plus en septembre, habituellement, une des expositions du Festival international de bande dessinée de Lausanne.